# 피터 그린 (음악가)
피터 그린(Peter Green, 1946년 10월 29일 ~ 2020년 7월 25일)는 잉글랜드의 음악가이다.